# Paraprisopus foliculatus
Paraprisopus foliculatus är en insektsart som beskrevs av Ludwig Redtenbacher 1906. Paraprisopus foliculatus ingår i släktet Paraprisopus och familjen Prisopodidae. Inga underarter finns listade i Catalogue of Life.